# Lillemor Hoel
Lillemor Hoel, född 3 juli 1931 i Oslo, död 
1 november 1987 i Oslo var en norsk skådespelare.
Hoel filmdebuterade 1955 i Trost i taklampa. Hon medverkade i sammanlagt åtta film- och TV-produktioner 1955–1979 och gjorde sin största roll som Kristine Bakken i Anton (1973).

## Filmografi
- 1955 – Trost i taklampa
- 1956 – Toya rymmer
- 1957 – På slaget åtte
- 1966 – Broder Gabrielsen
- 1973 – Anton
- 1974 – Knutsen & Ludvigsen
- 1977 – Solospill (TV-serie)
- 1979 – Olsenbanden och Dynamit-Harry letar olja